# Жестокий романс (фильм)
«Жесто́кий рома́нс» — советский мелодраматический фильм режиссёра Эльдара Рязанова, снятый в 1984 году по мотивам пьесы Александра Островского «Бесприданница» (1878), третья отечественная экранизация этого произведения. Главную роль сыграла Лариса Гузеева, для которой этот фильм стал дебютом в кино.
Фильм снискал популярность у зрителей (о чём говорит, в частности, признание его «лучшим фильмом года» по версии журнала «Советский экран») и получил несколько наград. Популярность обрели звучащие в нём романсы в исполнении Валентины Пономарёвой и Никиты Михалкова, а саундтрек фильма (композиция «А напоследок я скажу» (в исполнении В. Пономарёвой), которая была создана композитором Андреем Петровым на стихотворение Беллы Ахмадулиной «Прощание» 1960 г.) сразу же после показа был выпущен на виниловых дисках и аудиокассетах.

## Сюжет
Действие фильма разворачивается на берегу Волги в провинциальном городе Бряхимове в 1877—1878 годах. Серии фильма хронологически различаются: эпизоды, показанные в 1 серии, длятся в течение почти всего года, тогда как 2 серия показывает менее чем одни сутки, в которые происходит кульминация и развязка действия.
Харита Игнатьевна Огудалова — дворянка хорошей и уважаемой фамилии, вдова с тремя взрослыми дочерьми. Обеднев после смерти своего мужа Дмитрия Степановича, она делает всё, чтобы устроить жизнь дочерей, то есть выдать их замуж за достаточно богатых и знатных женихов. В отсутствие средств она держит двери своего дома открытыми, рассчитывая, что общество красивых, музыкально одаренных барышень привлечёт холостых мужчин, достаточно богатых, чтобы жениться на бесприданницах.
Фильм начинается с того, что Ольга Дмитриевна Огудалова выходит замуж за какого-то князя из Тифлиса. Её сестра Анна уже некоторое время замужем за иностранцем и живёт в Монте-Карло. Вскоре мужа Анны ловят на шулерстве (цитата из фильма: "Мама, у меня несчастье, мужа обвинили в крапленых картах, грозит тюрьма, нечем заплатить гостиницу, нет денег вернуться во Франкфурт".), и мать вынуждена унижаться, чтобы добыть ей средства на жизнь, а Ольгу муж и вовсе убивает из ревности, но обо всём этом зритель узнаёт в двух небольших эпизодах: фильм целиком посвящён судьбе младшей дочери Ларисы.

### 1 серия
У Ларисы много обожателей, но нет жениха. К ней неравнодушен богатейший купец в Бряхимове Мокий Пармёнович Кнуров, но он в возрасте и уже женат; тем не менее Харита Игнатьевна использует его интерес к дочери для получения денег и дорогих подарков. Другой ухажёр — молодой успешный коммерсант и друг детства Ларисы Василий Данилович Вожеватов. Он довольно богат, но не настолько, чтобы позволить себе жениться на бесприданнице. За главной героиней откровенно волочится мелкий чиновник Юлий Капитонович Карандышев, почтовый служащий. Он любит Ларису, но при этом глуповат, небогат (на фоне купцов — просто беден), болезненно самолюбив и совершенно неинтересен самой девушке.
Всех этих ухажёров затмевает Сергей Сергеевич Паратов — красивый, обаятельный, франтоватый, легкомысленный, богатый барин и судовладелец. Он ухаживает за Ларисой, делает ей дорогие подарки и катает на собственном пароходе. Паратов явно влюблён в Ларису, и она отвечает ему взаимностью. Всё идёт к тому, что Сергей Сергеевич должен сделать предложение, но тут он спешно уезжает из города — спасать своё состояние, по его словам, растранжиренное нечистоплотными управляющими. Паратов не находит времени проститься с Ларисой, а просто исчезает. Узнав о его отъезде, она бросается на вокзал, но не успевает к отправлению поезда.
Почти год Паратов не даёт о себе знать, в то время как Лариса глубоко переживает утрату своей любви. Потеряв надежду на такую удачную партию, Харита Игнатьевна продолжает, хоть и считая каждую копейку, устраивать вечера в надежде найти мужа для дочери. Но после того, как в доме Огудаловых арестовывают очередного богатого кандидата в женихи — Гуляева, который оказывается банковским кассиром, сбежавшим с украденными деньгами, — скандал отваживает от дома оставшихся ухажёров.
Харита Игнатьевна только и делает, что уговаривает дочь выбрать жениха, поскольку со временем шансы на удачную партию только уменьшаются. Однажды, после посещения ими могилы отца, на очередную просьбу Лариса заявляет матери, что ответит согласием первому, кто посватается к ней. Этим первым оказывается Карандышев.
Начинается подготовка к свадьбе. Карандышев сразу же обнаруживает свой мелочный и честолюбивый нрав. Харита Игнатьевна предостерегает дочь от опрометчивого шага, но та тверда в своём намерении, хотя и не скрывает от жениха, что в действительности не любит его и согласилась на брак только от безысходности.
И тут в город неожиданно возвращается Паратов. Он по-прежнему шикует, но в действительности его дела изрядно пошатнулись: он продаёт Вожеватову свой пароход и планирует по расчёту жениться на очень богатой невесте. От Кнурова и Вожеватова Паратов узнаёт, что Лариса не дождалась его возвращения и собирается замуж за Карандышева. Это известие явно уязвляет самолюбие Паратова, но вслух он лишь высказывает свои наилучшие пожелания невесте.

### 2 серия
Следующая серия начинается с визита Кнурова в дом Огудаловых: Мокий Пармёнович, беседуя с Харитой Игнатьевной, обещает взять на себя часть свадебных расходов и практически в открытую говорит, что возьмёт Ларису на содержание, если та бросит мужа и вернётся к матери.
Лариса просит Карандышева как можно скорее уехать в его деревенское имение, но жених настаивает на пышной свадьбе в Бряхимове, мечтая продемонстрировать, что Лариса предпочла его прочим ухажёрам, всегда смотревшим на него, как на пустое место. Ради этого он устраивает званый обед и приглашает на него Кнурова и Вожеватова.
Паратов отправляется к Огудаловым, где встречается с Ларисой и добивается от неё признания, что её чувства к нему остались прежними. Появляется Карандышев, недовольный визитом соперника, в сравнении с которым он явно проигрывает. Начинается резкий разговор, в котором Карандышев подвергает насмешке тот факт, что Паратов учился русскому языку у бурлаков. Паратов, который сам относится к Карандышеву с неприязнью и пренебрежением, оскорблён, и дело чуть не доходит до дуэли. Стараниями Хариты Игнатьевны мужчины мирятся, Паратов получает приглашение на тот же званый обед. Но по всему его поведению видно, что он не простил обидчика и намерен ему отомстить.
Обед проходит неудачно: жених, ошалев от значимости, которую он в собственных глазах приобрёл благодаря согласию Ларисы, напивается, чему способствует приведённый Паратовым и представленный англичанином Робинзоном безработный актёр-пьяница Аркадий Счастливцев. Важность, с которой пытается вести себя пьяный Карандышев, оказывается в комичном противоречии с дешёвым поддельным вином и общей скудностью стола. Кнуров раздражённо замечает приятелям:

 Я, господа, не ел ничего. Со мной первый раз в жизни такой случай: приглашают обедать известных людей, есть нечего, хозяин прежде всех напился… Он человек глупый, господа!
Стыдясь происходящего, Лариса выходит из-за стола. Паратов, скрывший от Огудаловых свою предстоящую женитьбу, говорит Ларисе о своей любви и готовности бросить всё ради неё и зазывает на пароход «Ласточка», где состоится банкет, который Вожеватов даёт в честь покупки парохода. Лариса позволяет себя уговорить. В тот момент, когда пьяный хозяин отлучается за настоящим вином, Паратов, Лариса, Кнуров и Вожеватов выходят через заднюю калитку и отправляются на пароход.
Вернувшийся Карандышев понимает, что над ним посмеялись. Несмотря на попытки своей тётки, Ефросиньи Потаповны и приглашённого слуги остановить его, он бросается в погоню, прихватив с собой заряженный пистолет, но не успевает к отплытию парохода и отправляется догонять его на лодке. На «Ласточке» после весёлого банкета с цыганскими песнями и плясками Лариса с Паратовым уходят в каюту и проводят ночь вместе.
Утром, когда Лариса просит Паратова прояснить её нынешнее положение, он советует ей возвращаться домой, чтобы не давать повода для пересудов. Лариса считает, что Паратов после произошедшего должен сам привезти её обратно и попросить её руки, но он заявляет, что всё произошедшее — следствие охватившей его страсти, и сообщает, что не может жениться на Ларисе, так как уже обручён с другой. Лариса понимает, что её использовали, и оказывается в полном замешательстве. Ей некуда деться, она явно и думать не хочет о том, чтобы опозоренной вернуться к постылому жениху.
Кнуров и Вожеватов решают, что можно использовать ситуацию, чтобы пригласить Ларису с собой в заграничную поездку (оба собираются посетить выставку в Париже). Кнуров намного богаче, а Вожеватов — значительно моложе. Чтобы не устраивать конкуренции, они разыгрывают право пригласить Ларису в Париж в орлянку: везёт Кнурову, и Вожеватов обещает, что не будет претендовать на внимание главной героини.
Когда Лариса обращается к Вожеватову за поддержкой, он, ссылаясь на данное слово, категорически отказывает. Кнуров же прямо, хоть и крайне почтительно, предлагает Ларисе стать его содержанкой. Он говорит, что с радостью сделал бы ей предложение, но не может, поскольку женат, однако обещает предоставить ей пожизненное содержание такого размера, что «самые злые критики чужой нравственности должны будут замолчать». Лариса отмалчивается.
Карандышев, который к утру догоняет «Ласточку» и поднимается на борт, оказывается свидетелем договорённости купцов. Он находит свою невесту и предъявляет свои права на неё, но в ответ Лариса заявляет, что собирается согласиться на предложение Кнурова. Она говорит Карандышеву, что если уж все обращаются с ней, как с вещью, то она намерена быть «дорогой вещью», и если ей не повезло быть замужем за любимым, то можно пойти по другому пути и найти внимание богатого:

 Я не нашла любви, так буду искать золото. 
Карандышев пытается насильно остановить Ларису. Он унижается, говорит, что простит ей всё, умоляет вернуться и снова пытается удержать силой, но она вырывается и уходит. Обезумевший Карандышев стреляет вслед Ларисе из пистолета, произнеся перед этим фразу, ставшую крылатой:

 Ну так не доставайся же ты никому! 
Кнуров, Паратов и Вожеватов с ужасом наблюдают за происходящим из салона, не в силах ничего сделать. Смертельно раненная Лариса успевает встретиться взглядом с каждым из них, после чего падает на палубу парохода, произносит: «Благодарю!» — и умирает, а цыгане по-прежнему пляшут и веселятся. В последнем кадре фильма показан силуэт парохода в утреннем тумане, дающий длинный гудок. Дальнейшая судьба Карандышева и его соперников остается неизвестной.

## В фильме снимались
В главных ролях
- Лариса Гузеева (озвучивание: Анна Каменкова, вокал: Валентина Пономарёва) — Лариса Дмитриевна Огудалова, младшая дочь Хариты Игнатьевны
- Алиса Фрейндлих — Харита Игнатьевна Огудалова, вдова потомственного дворянина, мать трёх дочерей
- Никита Михалков — Сергей Сергеевич Паратов, потомственный дворянин, владелец судоходной компании
- Андрей Мягков — Юлий Капитонович Карандышев, небогатый почтовый чиновник, жених Ларисы
- Алексей Петренко — Мокий Пармёнович Кнуров, крупный предприниматель, немолодой человек с громадным состоянием
- Виктор Проскурин — Василий Данилович Вожеватов, судовладелец, молодой успешный коммерсант, друг детства Ларисы

В ролях
- Анна Фроловцева — Аннушка, служанка Огудаловых
- Георгий Бурков — Аркадий Счастливцев («Робинзон»), безработный актёр
- Татьяна Панкова — Ефросинья Потаповна, тётушка Карандышева
- Борислав Брондуков — Иван, слуга в кофейной
- Александр Пятков — Гаврило, хозяин кофейной
- Юрий Саранцев — Михин, капитан парохода «Ласточка»
- Ольга Волкова — француженка-модистка
- Дмитрий Бузылёв — Илья, цыган с гитарой
- Александр Панкратов-Чёрный — Иван Петрович Семёновский, офицер, герой кавказской кампании
- Сергей Арцибашев (в титрах как Сергей Арцыбашев) — Гуляев, проворовавшийся банковский кассир

## Съёмочная группа

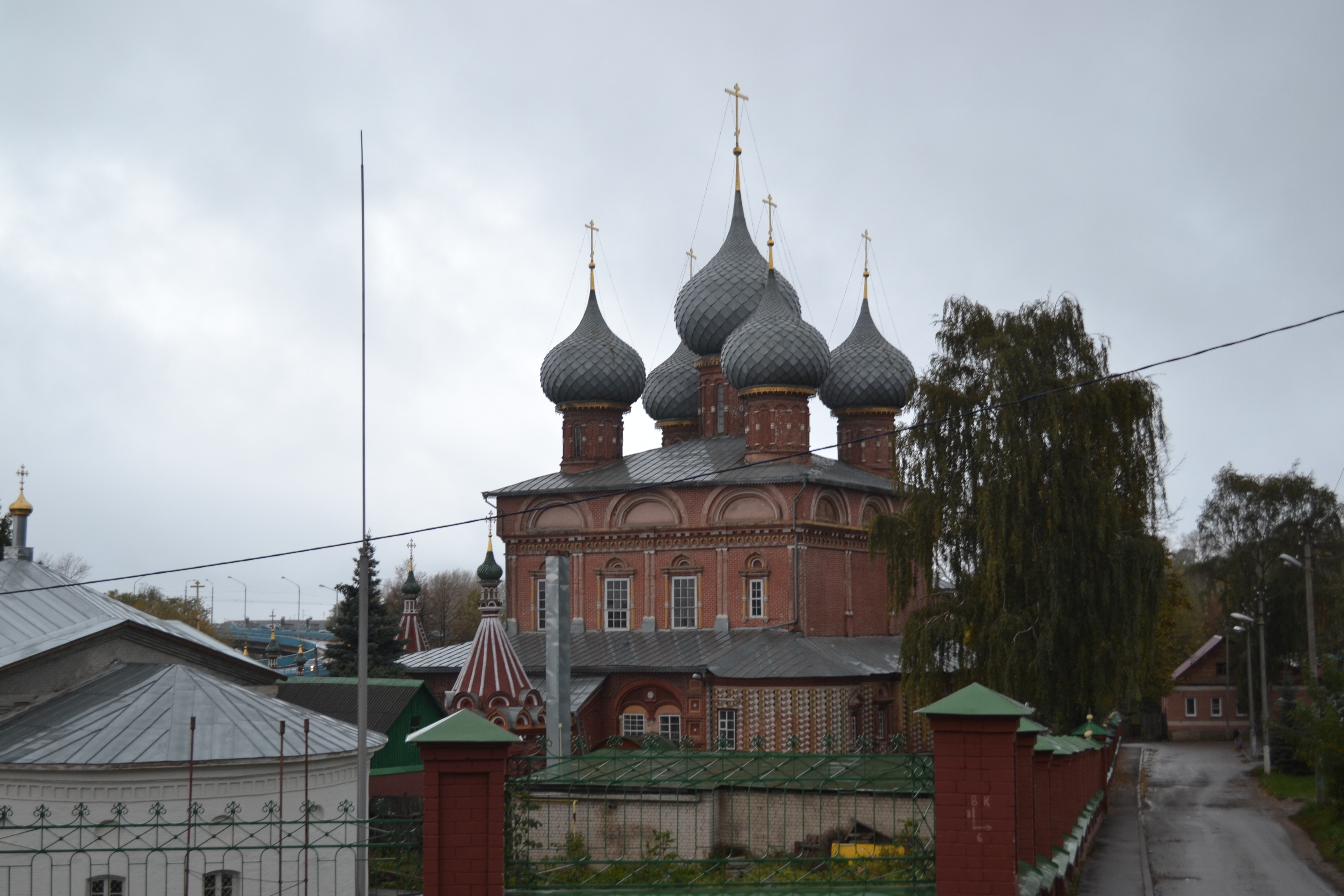
В титрах название фильма дано на фоне куполов церкви Воскресения на Дебре

- Сценарий и постановка: Эльдар Рязанов
- Оператор-постановщик: Вадим Алисов
- Художник-постановщик: Александр Борисов
- Композитор: Андрей Петров
- Режиссёр: Леонид Черток
- Звукооператоры: Семён Литвинов, Владимир Виноградов

## Музыка в фильме
Сторона 1:
- Романс о романсе (Белла Ахмадулина; полная запись)
- Вальс
- Снегурочка (Белла Ахмадулина)
- Марш
- Любовь — волшебная страна (Эльдар Рязанов[5][6])

Сторона 2:
- Под лаской плюшевого пледа (Марина Цветаева)
- А цыган идёт (Редьярд Киплинг), перевод Григория Кружкова
- Цыганский танец
- Ой, призадумался (народная песня)
- Погоня
- А напоследок я скажу (Белла Ахмадулина)
- Романс о романсе (Белла Ахмадулина; сокращённая запись)

Музыка к кинофильму (в том числе песни и романсы) была написана композитором А. П. Петровым. Выпущена фирмой «Мелодия» на грампластинках и компактных аудиокассетах «Свема» в 1984 году.
1. Романс о романсе (Б. Ахмадулина) — В. Пономарёва
2. Вальс
3. Снегурочка (Б. Ахмадулина) — В. Пономарёва
4. Марш
5. Любовь — волшебная страна (Э. Рязанов[5][6]) — В. Пономарёва
6. Под лаской плюшевого пледа (М. Цветаева) — В. Пономарёва
7. А цыган идёт (Р. Киплинг, перевод Г. Кружкова) — Н. Михалков, ансамбль цыганской песни под управлением Н. Васильева
8. Цыганский танец
9. Ой, призадумался (Народная песня) — Ансамбль цыганской песни под управлением Н. Васильева
10. Погоня
11. А напоследок я скажу (Б. Ахмадулина) — В. Пономарёва

### Исполнители
- Валентина Пономарёва (1, 3, 5, 6, 11, 12)
- Никита Михалков (7)
- Алексей Кузнецов, Михаил Кочетков: гитары (1, 3, 5, 6, 11, 12)
- Ансамбль Цыганской песни Николая Васильева (7, 9)
- Оркестр Госкино СССР
  - Дирижёр: Сергей Скрипка (1, 2, 4, 8, 10, 12)

## Съёмки
Изначально Эльдар Рязанов снимал картину сразу по двум пьесам Островского — «Бесприданница» и «Без вины виноватые». И Людмила Гурченко играла актрису Кручинину. Рязанов придумал, что Кнуров (Алексей Петренко) влюблён в Кручинину и спонсирует спектакль «Дама с камелиями». Но всю эту уже отснятую сюжетную линию пришлось вырезать при монтаже.
Сам Эльдар Рязанов говорил:
 Прототипом города Бряхимова, где происходят события в «Бесприданнице», на мой взгляд, мог быть Ярославль или Нижний Новгород. Не захудалый уездный городишко, как в «Ревизоре» у Гоголя, с курами и свиньями на улице, а крупный промышленный центр.
В начальных титрах показана Волжская набережная в Ярославле. Натурные съёмки проходили в основном в Костроме.
Оператором фильма стал Вадим Алисов (ранее он уже работал с Рязановым над фильмом «Вокзал для двоих») — сын Нины Алисовой (1918—1996), которая сыграла Ларису Огудалову в фильме 1936 года «Бесприданница», снятом Яковом Протазановым. По словам Вадима Алисова, Эльдар Рязанов даже звонил его матери и просил своеобразного благословения на съёмки новой экранизации почти через 50 лет после фильма Протазанова.
В фильме представлены пароходы «Спартак» (в фильме — «Ласточка», постройка 1914, Красное Сормово, тип «Великая княжна») и «Достоевский» («Святая Ольга», постройка 1956, Óbuda Hajógyár, проект 737А).
В качестве дома Карандышева фигурировал дом архитектора Кузнецова в Москве (Мансуровский переулок, дом 11).
Никита Михалков был основным кандидатом на роль Паратова изначально, но он сам собирался снимать фильм «Очи чёрные», из-за чего в качестве альтернативы Рязанов рассматривал Сергея Шакурова. Однако съёмки фильма «Очи чёрные» были отложены, и Михалков смог сняться в роли Паратова. После этого фильма он сделал паузу в работе киноактёра, следующий фильм с его участием вышел только в 1990 году.

## Критика
«Жестокий романс» — попытка Рязанова выйти за пределы комедийного жанра. Несмотря на зрительский успех, фильм вызвал гневную отповедь со стороны литературно и театрально ориентированных критиков, обвинивших его создателей в опошлении исходной пьесы и в глумлении над русской классикой. По мнению критиков, история Ларисы Огудаловой была трактована Рязановым в духе «Мадам Бовари»; неслыханной дерзостью по отношению к материалу Островского представлялось то, что весьма идеализированная в пьесе Лариса по сценарию проводит ночь с «обаятельным русским плейбоем» Паратовым, после чего ей стреляет в спину истеричный Карандышев. Авторитетный в то время кинокритик Евгений Сурков опубликовал в «Литературной газете» разгромную статью, где возмущался тем, что экранная Лариса «попела, поплясала с гостями, а потом пошла в каюту к Паратову и отдалась ему».
Другим объектом для нападок стала актёрская игра начинающей актрисы Гузеевой, которая, по мнению рецензентов, потерялась на фоне таких корифеев, как Михалков и Фрейндлих. «Неопытность, а временами даже беспомощность начинающей актрисы фильм не пытается преодолеть, — писал, к примеру, Б. О. Костелянец. — Нам так и остаётся неясным, чем именно она вызывает всеобщий восторг окружающих её мужчин».
Известный литературовед Дмитрий Урнов сетовал, что «вместо разоблачения паратовской пустоты» в фильме дана «пусть умеренная, её апология», что в нарисованной Рязановым картине мира нечего противопоставить искушению «сладкой жизни». Если в пьесе музыкальность присуща только Ларисе, то экранный Паратов и сам не прочь исполнить проникновенный романс. Исполнитель роли Паратова, что характерно, не считал своего героя отрицательным: «Лариса не жертва расчётливого соблазнителя, а жертва страшной широты этого человека», — заметил он. Через какое-то десятилетие выяснилось, что, изображая губительную власть денег над людьми, Рязанов запечатлел на киноплёнке «почти пророческое предчувствие новорусской эпохи».
В качестве ответа критикам Рязанов дал имя Суркова отрицательному персонажу своего следующего фильма «Забытая мелодия для флейты» (Евгения Даниловна Сурова, роль Ольги Волковой). Он также опубликовал пояснительную статью, где называл главными героями фильма Волгу и пароход «Ласточка». Режиссёр пояснил, что при работе над фильмом большое значение придавалось

разудалой цыганской стихии, которая, врываясь в музыкальную ткань, придаёт некий надрыв, который так любили наши предки… [цыганские мелодии] вносят лихую бесшабашность, весёлое отчаяние, в них чувствуется какой-то надлом, ожидание беды, несчастья.
В 1984 году с негативной оценкой фильма выступил Зиновий Гердт в своём телеобзоре на кинофильмы — передаче Центрального телевидения «Киноафиша». После Рязанов, друживший с Гердтом, не общался с ним до конца 1980-х годов (см. воспоминания Рязанова о Гердте).
А. Д. Чегодаев в газете «Советская культура» (1987) резко раскритиковал критиков картины, обращая внимание, что обычно критические обсуждения экранизаций сплошь и рядом сводятся к суду над режиссёрским прочтением литературной основы, с заранее назначением режиссёра злостным нарушителем, что произошло и в этом случае:

Прекрасный, на мой взгляд, фильм — фильм необычайно тонко и глубоко раскрывающий образный и идейный строй замечательного творения драматурга. Нет другого фильма более, на мой взгляд, близкого к Островскому, а ведь критики, обладающие, по их мнению, абсолютной истиной, свирепо набросились на картину без малейших для этого оснований.— А. Д. Чегодаев, газета «Советская культура», 1987

## Награды
- 1984 — Конкурс «Лучший фильм года» (журнал «Советский экран»)
  - Лучший фильм года
  - Лучший актёр года (Никита Михалков)
- 1985 — Международный кинофестиваль в Дели
  - «Золотой павлин» — главный приз фестиваля